# Campanile symbolicum
Campanile symbolicum (nomeada, em inglês, giant creeper, lighthouse tower ou bell clapper; na tradução para o português, "rastejador gigante", "torre do farol" ou "sino-badalo") é uma espécie de molusco gastrópode marinho litorâneo, distribuído pela região sudeste do oceano Índico e pertencente à família Campanilidae (no século XX entre os Cerithiidae, na subfamília Campanilinae). Foi classificada por Iredale, em 1917. No Paleogeno, os gastrópodes da família Campanilidae Douville, 1904 compreendiam um extenso grupo com muitas espécies de conchas grandes, que eram comuns no Mar de Tétis. Algumas espécies atingiram o comprimento de 1 metro e estão entre os maiores gastrópodes registrados. A família é representada hoje por Campanile symbolicum, considerado um táxon relicto.

## Descrição da concha e hábitos
Concha  turriforme, pesada, branca e de espiral cônica, com 25-30 voltas e um relevo suave e levemente erosionado; atingindo de 21.5 a 24.4 centímetros de comprimento. A protoconcha é lisa, com uma volta e meia; canal sifonal curto; lábio externo delgado e opérculo córneo, marrom e paucispiral, um pouco menor que o diâmetro da abertura, permitindo que o animal se retraia mais para dentro; em uma abertura ampla, com 1/4 a 1/5 da dimensão da concha.
É encontrada em grandes populações, entre rochas e em arrecifes, às vezes na zona entremarés, mas a maior parte de sua população é da zona nerítica até os 10 metros de profundidade; mas normalmente entre 1-4 metros, com seu substrato podendo ter ervas marinhas, macroalgas ou ser predominantemente arenoso, onde se enterram parcialmente.

## Distribuição geográfica
Campanile symbolicum é espécie endêmica da costa sudoeste da Austrália, na Austrália Ocidental. É bem menos ocorrente na Austrália Meridional.

A costa do sudoeste da Austrália, na Austrália Ocidental (em vermelho), é o habitat da espécie C. symbolicum Iredale, 1917.[1][5] É bem menos ocorrente na Austrália Meridional.